# オス (工学)
物品におけるオス（雄）は、対になった凸と凹のうちの凸のほうである。これは常に対になって扱われ、凹の方はメスという。
物品の形状においては、例えばケーブル（電線）と装置を繋ぐコネクタの場合、ケーブル側のほうをオス、機器側のほうをメスで構成する場合が多い。これは端子部分が構造として破損しやすいオス側は単価が安いため交換の容易なケーブル側で、端子部分が壊れたからといってその都度修理に出すことはデメリットが大きい機器側をより壊れにくいメス側で構成するという考え方だが、例外的にRS-232Cのようにこの関係が逆な規格も存在する。ソケット参照。
なお差し込む側であることから、動的な側としても扱われる。

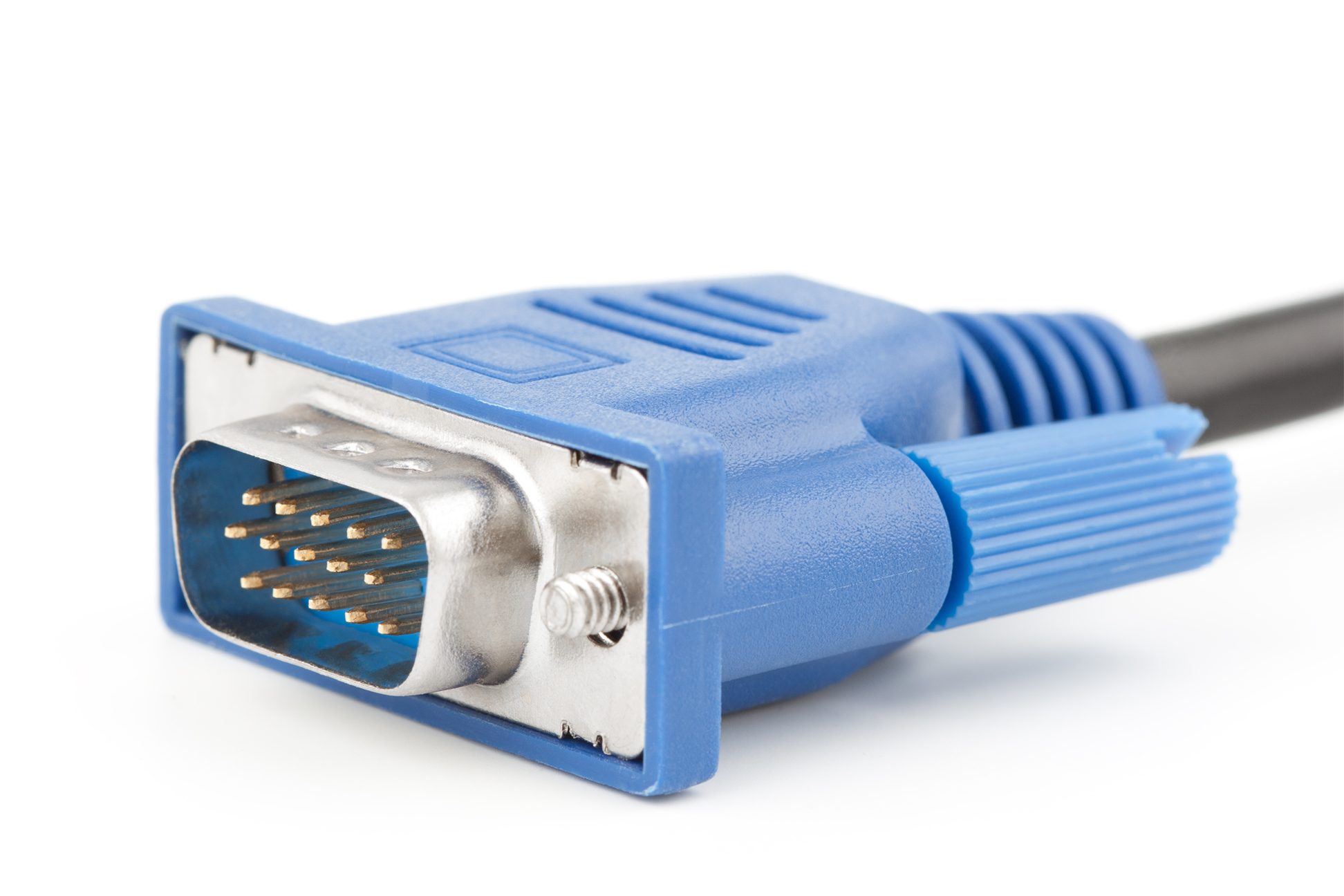
映像を伝達するVGA端子のオス

## コネクタの形状として
オスは突端した形状であるが、これは生物におけるオスの生殖器でも同様といえるが、接点によって電気回路を構成するコネクタの構造としては、受けの側であるメスに比べるとただの金属（電気伝導体）の棒や、これがメス側のコネクタの穴配列に合致する形で並んでいるものであり、単純である。多くのコネクタでは、更に端子部分を保護したり電気的にシールドするための覆い（筐体グランドに接続される）を持つものも多い。特に外部の器物と衝突することを予防する意味で保護機構を備えるコネクタもあり、接続のために圧力を加えてソケットに押し込むまでは端子部分が保護機構に覆われていたり、接点部分は溝の中にありメスの側は端子部分がばねとしてソケット内に飛び出している（Registered jackなど）コネクタも見られる。

## 螺子として

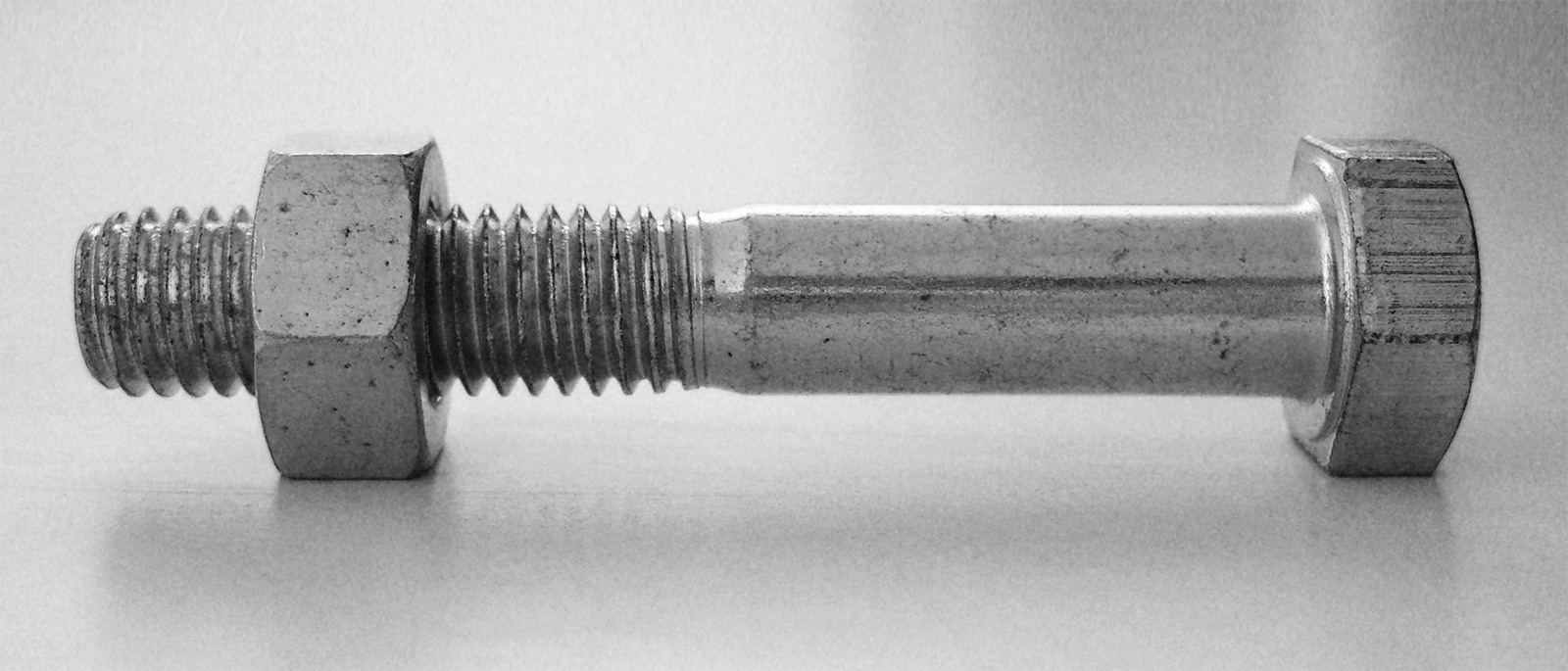
ボルト（雄螺子）とナット（雌螺子）

螺子（ねじ）の形状としては、棒状の物品の周囲に螺子が切ってあるものを「雄螺子」（おねじ）という。これは部品としての螺子一般を指し、一方の雌螺子（めねじ）は穴の内側に螺子を切ってあるものだが、ナットを除けば機械装置の筐体に螺子で部品を取り付ける際には、筐体の側の螺子穴に雌螺子が切ってあり、これに雄螺子である螺子を回してとめる。
特に木螺子（タッピングビスとも）の場合は、螺子自ら穴に雌螺子を切り込みながら螺子止められるようになっているため、ねじ込まれる穴のほうは文字通りただの穴で構わない（→雌螺子を必要としない螺子）。

## 金型として
凸部は雄型でコア(Core)とも呼ばれ、凹部は雌型でキャビティー(Cavity)とも呼ばれる。
射出成形機へ金型を取り付ける場合、必ずキャビティーが固定側となり、コアが可動側となる。